# Paul Erdős
Paul Erdős (em húngaro:  Erdős Pál; Budapeste, 26 de março de 1913 — Varsóvia, 20 de setembro de 1996) foi um matemático húngaro, considerado um gênio. Extremamente prolífico e de notável excentricidade, publicou 1475 artigos, alguns de extrema importância, o que é um número superior a qualquer outro matemático na história, trabalhando com centenas de colaboradores. Trabalhou em problemas de análise combinatória, teoria dos grafos, teoria dos números, teoria dos conjuntos, análise matemática e teoria das probabilidades.

## Biografia
Paul Erdős nasceu na capital da Hungria, numa família de origem judaica, mas não praticante. Erdős era filho único. Os pais tiveram mais duas filhas, mas elas morreram de escarlatina alguns dias antes de Paul nascer. Os pais eram professores de matemática, e Erdős demonstrou desde cedo a aptidão para a atividade matemática; aos quatro anos conseguiu descobrir sozinho algumas propriedades dos números primos.
Em 1914, o pai, Lajos, foi capturado pelos russos num ataque às tropas do Império Austro-Húngaro, e passou seis anos na Sibéria como prisioneiro. A mãe, Anna, excessivamente protetora por causa da perda das filhas, manteve Paul longe da escola durante a maior parte dos primeiros anos e foi contratado um professor para o ensinar em casa. Em 1920 Lajos Erdős voltou do cativeiro e continuou a educação do filho em matemática e inglês.
Apesar das restrições que existiam na Hungria impedindo os Judeus de entrar na universidade, Erdős conseguiu entrar em 1930. Recebeu o doutoramento em 1934. Os sentimentos antissemitas eram comuns na Hungria da década de 1930, e teriam levado Paul a sair do país; foi fazer um pós-doutoramento em Manchester, Inglaterra. Em 1938 aceitou uma posição académica em Princeton, Estados Unidos. Mas a administração considerou-o pouco convencional, e não lhe renovou o contrato. Foi por esta altura que Erdős começou o hábito de viajar de campus para campus que caracterizou a sua carreira.
Um incidente digno de nota ocorreu em 1941, em Long Island, quando Erdős e outro matemático se envolveram numa discussão sobre uma questão da teoria matemática, e nenhum deles reparou que estavam perto de instalações militares. Foram presos por entrarem numa zona militar. Suspeito de espionagem, Erdős ficou com registo no FBI.
As contribuições de Erdős para a matemática são numerosas e variadas. Mas não era um grande teórico; preferia resolver problemas. Acreditava que as sofisticadas teorias matemáticas não podem cobrir toda a matemática, e que há muitos problemas que não podem ser atacados por meio delas, mas que podem ser resolvidos por métodos elementares. Os problemas que mais o atraiam eram problemas de análise combinatória, teoria dos grafos e teoria dos números. Não resolvia problemas de qualquer maneira, queria resolvê-los de uma forma simples e elegante. Para Erdős, a prova tinha que explicar por que o resultado é verdadeiro, e não ser apenas uma sequência de passos sem ajudar a entender o resultado.
Profissionalmente, Erdős é mais conhecido pela sua capacidade de resolver problemas extraordinariamente difíceis. O seu estilo característico consistia em resolver problemas de uma forma elegante e visionária. Recebeu o Prémio Cole da Sociedade Americana de Matemática em 1951 pelos seus muitos artigos em teoria dos números, e em particular pelo artigo "On a new method in elementary number theory which leads to an elementary proof of the prime number theorem", publicado nos Proceedings of the National Academy of Sciences em 1949.
No início da década de 1950, os investigadores do senador McCarthy descobriram que Erdős tinha uma ficha no FBI, e como ele não era cidadão norte americano foi impedido de permanecer nos Estados Unidos. Passou os 10 anos seguintes em Israel. No início da década de 1960 fez inúmeros pedidos para voltar aos Estados Unidos e foi finalmente autorizado em novembro de 1963.
Nos 30 anos seguintes, Erdős ocupou oficialmente posições em várias universidades de Israel, Estados Unidos e Reino Unido. Essas posições eram apenas formais. Na realidade ele era um nómada sem objetivos definidos, viajando pelas universidades mais prestigiadas. Trabalhava obsessivamente, dormia 4 a 5 horas por dia e tomava anfetaminas para manter a capacidade de trabalho. A dada altura, um amigo desafiou-o a não tomar a droga durante um mês; ele queixou-se mais tarde que durante esse mês a sua produtividade baixara imensamente.
O seu génio e prestígio garantiam-lhe uma recepção acolhedora onde quer que chegasse, e inevitavelmente acabava por escrever um artigo com um qualquer matemático que lhe apresentasse um problema interessante. Por isso, ele é provavelmente o matemático mais colaborativo de todos os tempos, com mais de 1500 artigos escritos em parceria. A comunidade de matemáticos que trabalhou com ele criou em sua honra o Número de Erdős.
Como raramente publicava sozinho, Erdös, mais do que qualquer outro, foi creditado por "tornar a matemática uma atividade social". Entre seus colaboradores mais frequentes estão Yousef Alavi, Béla Bollobás, Fan Chung, Ralph Faudree, Ronald Graham, András Gyárfás, András Hajnal, Eric Milner, János Pach, Carl Pomerance, Richard Rado (Um dos co-autores do famoso Teorema de Erdős-Ko-Rado), Alfréd Rényi, Vojtěch Rödl, Cecil Clyde Rousseau, András Sárközy, Richard Schelp, Miki Simonovitz, Vera Sós, Joel Spencer, Endre Szemerédi, Pál Turán e Peter Winkler.
Erdős era uma fonte constante de aforismos: "Another roof, another proof" ("Um outro teto, uma outra demonstração", tradução livre), "Um matemático é uma máquina para transformar café em  teoremas", "Não precisas acreditar em Deus, mas precisas acreditar no Livro" (uma referência a um livro divino hipotético que supostamente contém as demonstrações mais sucintas, elegantes e esclarecedoras para todas as afirmativas matemáticas). Erdős usava o termo "partir" para pessoas que tinham morrido, e o termo "morrer" para pessoas que tinham parado de fazer matemática. Ele chamava as crianças de "épsilons" e gostava delas.
Erdős recebeu muitos prémios, incluindo o Prêmio Wolf de Matemática de 1983. No entanto, devido ao seu estilo de vida, precisava de pouco dinheiro. Por isso ajudou estudantes talentosos e ofereceu prémios pela resolução de problemas propostos por ele. Morreu em Varsóvia, Polónia, a 20 de setembro de 1996 e foi sepultado no Cemitério judaico de Rákoskeresztúr.

## Expressões
Expressões utilizadas comumente por Erdősː
- Capturado: Casado
- CM: Contado como morto
- DA: Descoberta Arqueológica
- Épsilon: Criança
- Escravos: Indivíduos do género masculino
- Ir Embora: Morrer
- Joe: União Soviética
- Libertado: Divorciado
- LM: Legalmente Morto
- Morrer: Deixar de fazer matemática
- MV: Morto Vivo
- Patrões: Indivíduos do género feminino
- PGV: Pobre Grande Velho
- Pregar: Dar uma palestra sobre matemática
- Quando é que chegou?: Quando é que nasceu?
- Quando é que a infelicidade do nascimento o surpreendeu?: Quando é que nasceu?
- Recapturado: Casado em segundas núpcias
- Ruído: Música
- Sam: Estados Unidos
- Situados num comprimento de onda curta: fascistas
- Situados num comprimento de onda longo: Comunistas
- SF: Supremo Fascista. Citações onde se pode encontrar a expressão: "O SF criou-nos para se divertir com o nosso sofrimento"; "Quanto mais cedo morrermos, mais cedo lhe estragamos os planos".
- Veneno: Álcool

## Citações
- Another roof, another proof. (Se Erdős falasse português teria dito: Mais um telhado, mais uma prova.)
- Não precisas acreditar em Deus, mas precisas acreditar no Livro. (Uma referência a um livro divino hipotético que supostamente contém as demonstrações mais sucintas, elegantes e esclarecedoras para todas as afirmativas matemáticas.)
- Minha mente está aberta. (Quando recebia alguém para trabalhar em Matemática.)
- Végre nem butulok tovább. (Finalmente estou a deixar de ficar estúpido.), Epitáfio que Paul Erdős escreveu para si próprio (Hoffman, 2000).

## Obras
Artigos científicos
Paul Erdős publicou um número imenso de artigos científicos (1475), entre os quais:
- Paul Erdős. Combinatorial Set Theory: Partition Relations for Cardinals : Studies in Logic and the Foundations of Mathematics Series (Studies in logic and the foundations of mathematics). Elsevier Science Ltd, 1984. ASIN 0444861572
- Paul Erdős et al. Latice Pints (Pitman Monographs and Surveys in Pure and Applied Mathematics, 39). Longman Sc & Tech, 1989. ASIN 0470211547
- Paul Erdős et al. Paul Erds: The Art of Counting (Politics of Change in Venezuela). The MIT Press, 1973. ASIN 0262191164
- Paul Erdős. Probabilistic methods in combinatorics, (Probability and mathematical statistics, 17). Academic Press, 1974. ASIN 0122409604
- Paul Erdős. Professional Mail Surveys. Krieger Pub Co, Revised edition, 1983. ASIN 0898745306

Livros científicos
- Paul Erdős . Collected Papers of Paul Turan. Akademiai Kiado, 1990. ISBN 963-05-4298-6
- Paul Erdős, et al. The Mathematics of Paul Erdos (Vol 2)(Algorithms and Combinatorics, Vol 14). Springer Verlag, 1996. ISBN 3-540-61031-6
- Paul Erdős, et al. Topics in the Theory of Numbers. Springer Verlag, 2003. ISBN 0-387-95320-5
- J.J. O'Connor and E.F. Robertson. Paul Erdös (at the MacTutor History of Mathematics archive)
- Capítulo de O Homem Que Só Gostava de Números, (Hoffman, 2000), Gradiva Online.[4]
- Paul Erdõs Summer Research Center of Mathematics
- Otima Pagina com 3 textos em portugues sobre Erdos

## Material adicional
Em sua homenagem, e devido ao facto de ter tido muitos colaboradores, foi instituído o Número de Erdős.
Paul Erdős é abordado nos seguintes livros:
- Paul Hoffman. The man who loved only numbers. Hyperion, 1998. ISBN 0-7868-6362-5 Disponível em português, com o título O Homem Que Só Gostava de Números. Gradiva, 2000. ISBN 972-662-722-2
- Bruce Schechter. My brain is open. Touchstone, 2000. ISBN 0-684-85980-7. Biografia.

Um livro, por ele idealizado, reúne um "pequeno acervo" de provas de O Livro: Martin Aigner, Günter Ziegler. Proofs From THE BOOK. Springer, 2003. ISBN 3-540-40460-0. Biografia.